# Spilla Fuller

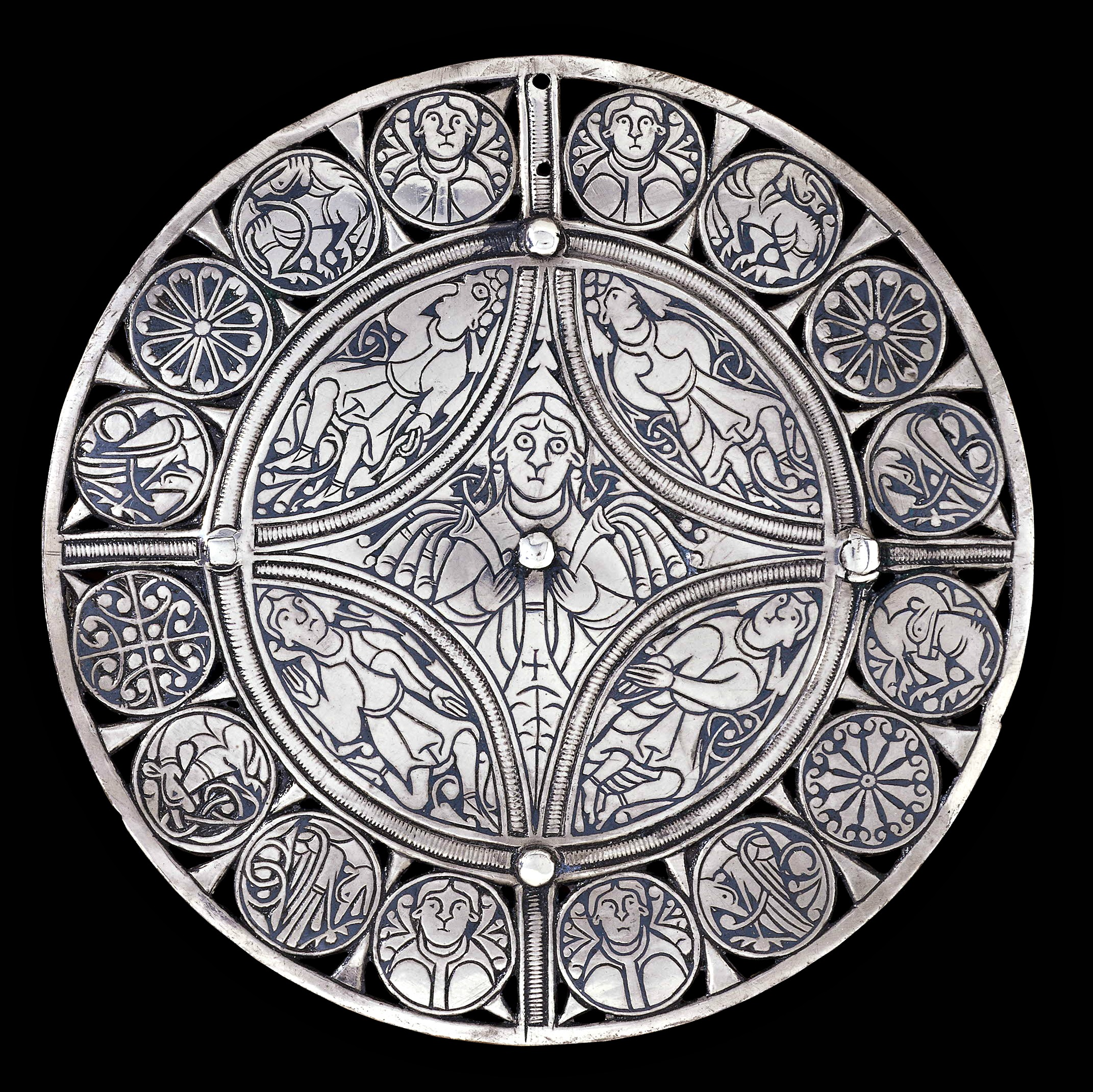
Vista frontale della spilla Fuller

La spilla Fuller è una spilla anglosassone in argento, datata alla fine del IX secolo, che è ora al British Museum, dove è normalmente esposta nella sala 41. L'eleganza della decorazione incisa raffigurante i cinque sensi, evidenziata dal riempimento con niello, ne fa uno dei pezzi più apprezzati dell'arte anglosassone.

## Descrizione
La spilla è un grande disco d'argento, in lamiera martellata, intarsiato con niello nero e del diametro di 114 mm. Il suo tondo centrale è decorato con le personificazioni dei cinque sensi. Al centro è la vista con grandi occhi ovali sbarrati, circondata dagli altri quattro sensi, ciascuno nel proprio scompartimento. Il gusto ha una mano in bocca, l'olfatto ha le mani dietro la schiena, e si trova tra due piante alte, il tatto si sfrega le mani e l'udito tiene la mano sull'orecchio. Questa è la prima rappresentazione conosciuta dei cinque sensi. Il bordo esterno è costituito da 16 piccoli medaglioni decorati con motivi umani, uccelli, animali e vegetali.

## Stile e materiali
Stilisticamente è "in una versione molto tarda dello stile Trewhiddle".  Dopo la scoperta della spilla Strickland, uno dei paralleli più vicini alla spilla Fuller, anch'essa del IX secolo e al British Museum, ulteriori ricerche hanno determinato che il niello utilizzato nella spilla Fuller era principalmente solfuro d'argento, un componente che andò fuori uso nel periodo medievale, di per sé un argomento contro il fatto che sia un falso moderno.

## Storia della proprietà
La spilla è sopravvissuta in condizioni eccellenti, anche se il perno e i suoi accessori sono stati rimossi e la parte superiore è stata perforata per essere appesa, e potrebbe essere l'unico pezzo di metallo, non religioso anglosassone sopravvissuto, a rimanere insepolto dalla sua creazione. Sir Charles Hercules Read, Custode delle antichità britanniche e medievali del British Museum, pensò che si trattasse di un falso a causa delle sue eccellenti condizioni. Consigliò all'Ashmolean Museum di Oxford, a cui era stata prestata la spilla, di toglierla dall'esposizione. Fu poi acquistata dal capitano A.W.F. Fuller per il valore del peso dell'argento. Nel 1952 il capitano Fuller donò la spilla al British Museum a condizione che da allora in poi si chiamasse spilla Fuller.